# (3414) Champollion
(3414) Champollion est un astéroïde de la ceinture principale.

## Description
(3414) Champollion est un astéroïde de la ceinture principale. Il fut découvert par Edward L. G. Bowell le 19 février 1983 à Flagstaff (Observatoire Lowell). Il présente une orbite caractérisée par un demi-grand axe de 2,19 UA, une excentricité de 0,1 et une inclinaison de 5,29° par rapport à l'écliptique.
Il fut nommé en hommage à l'égyptologue français Jean-François Champollion.

## Compléments